# Бузота
Бузота (рум. Buzota) — село у повіті Прахова в Румунії. Входить до складу комуни Апостолаке.
Село розташоване на відстані 76 км на північ від Бухареста, 25 км на північний схід від Плоєшті, 144 км на захід від Галаца, 77 км на південний схід від Брашова.

## Населення
За даними перепису населення 2002 року у селі проживали 402 особи. Усі жителі села рідною мовою назвали румунську.
Національний склад населення села:
| Національність | Кількість осіб | Відсоток |
| -------------- | -------------- | -------- |
| румуни         | 319            | 79,4%    |
| цигани         | 83             | 20,6%    |